# Повіт Мінамі-Акіта
Пові́т Міна́мі-А́кіта (яп. 南秋田郡, みなみあきたぐん, МФА: [mʲinamʲi akʲi̥ta guɴ]) — повіт в префектурі Акіта, Японія.